# Municipio Valmore Rodríguez
El Municipio Valmore Rodríguez se encuentra en el Estado Zulia, Venezuela al sur de la Costa Oriental del Lago de Maracaibo, posee una superficie de 1292 km² y tiene una población de 62 673 habitantes (2016). Tiene como capital la población de Bachaquero.
La economía del Municipio Valmore Rodríguez es predominantemente petrolera gracias a los numerosos yacimientos petrolíferos del Campo Costanero Bolívar por lo cual PDVSA y sus empresas filiales son una de las mayores fuentes de empleos de este municipio. Cabe destacar que la actividad ganadera y la pesquera son de gran impacto para la economía local.

## Historia
El descubrimiento de petróleo en la localidad a principios del siglo XX trajo una oleada de inmigrantes desde otros lugares de Venezuela y de otros países.
- En 1965 se crea la parroquia Valmore Rodríguez como división del distrito Bolívar.
- En 1968 se inaugura la represa Pueblo Viejo.
- En 1978 la parroquia Valmore Rodríguez pasa a ser parte del distrito Lagunillas.
- En 1988 se inaugura la represa Machango.
- En 1989 con la reforma de la organización político territorial de Venezuela es creado el municipio Valmore Rodríguez, quien toma su nombre de Valmore Rodríguez, periodista, político y líder sindical venezolano, cuyos años de formación transcurrieron en el municipio.

## Geografía
Las llanuras aluviales que descienden desde la Serranía de Ziruma conforman un terreno fértil que ha favorecido el desarrollo de la actividad agropecuaria en el municipio. Las tierras ubicadas frente al Lago de Maracaibo se encuentran por debajo del nivel del mar y están protegidas por un muro de contención.
Límites
El municipio se encuentra delimitado por:
- Norte: municipio Lagunillas (río Pueblo Viejo)
- Sur: municipio Baralt (río Machango)
- Oeste: Lago de Maracaibo
- Este: estados Falcón y Lara (Serranía de Ziruma)

Clima
El clima del municipio se caracteriza por altas temperaturas, que se mantienen por encima de los 30 °C durante el día, con descensos nocturnos que pueden alcanzar los 28 °C. La precipitación es más intensa en las zonas cercanas al lago, aumentando de norte a sur y de este a oeste.
Hidrografía
El municipio cuenta con numerosos cauces de agua, siendo los principales el río Pueblo Viejo al norte y el río Machango al sur, ambos de cauce permanente y represados. Estos embalses no solo constituyen una importante reserva de flora y fauna —al estar rodeados por zonas protectoras—, sino que también representan un atractivo turístico para la región.

### Organización parroquial
Las parroquias del municipio son:
| Parroquia                   | Superficie | Población   | Densidad       |
| --------------------------- | ---------- | ----------- | -------------- |
| La Victoria                 | 177 km²    | 33.763. hab | 190.75 hab/km² |
| Rafael Urdaneta             | 179 km²    | 13.852 hab  | 76.27 hab/km²  |
| Raúl Cuenca                 | 771 km²    | 15.058 hab. | 20,98 hab/km²  |
| Municipio Valmore Rodríguez | 1.127 km²  | 62.673 hab. | 56,43 hab/km²  |

### Centros poblados
Su capital es la población de Bachaquero, también está constituido por numerosos pueblos como:
- 24 de Julio
- Chipororo
- Curva de Machango
- Machango
- Las Delicias
- La Chinita
- El Remolino
- El Cántaro
- La Unión
- El Corozo
- Plan Bonito
- La Zona
- El Caliente
- Zipayare
- Curva Del Indio
- Cieneguita
- 23 de Enero

## Transporte
Bachaquero cuenta con un puerto para tanqueros petroleros y otras embarcaciones similares.
El terminal de pasajeros se encuentra al lado del mercado de minoristas, justo detrás de la alcaldía del municipio
Líneas Extra Urbanas:
Bachaquero - Plan Bonito
Bachaquero - Machango
Bachaquero - Cabimas 
Bachaquero - Lagunillas
Bachaquero - Ojeda
Lineas Urbanas: 
Ruta 1 Ruta 2

## Educación
A nivel universitario se cuenta con distintas casas de estudio como la extensión de la Universidad Nacional Experimental Rafael María Baralt (UNERMB) localizada en la propiedad perteneciente a la Fundación Valmore Rodríguez en la calle Páez y un edificio construido por el Ministerio de Infraestructura (MINFRA) donde funcionaba la Universidad del Zulia (LUZ), luego el Instituto Educativo "Don Pedro Bautista" y que actualmente se encuentra sin uso oficial, localizado en la avenida Valmore Rodríguez.

## Economía
El municipio cuenta con supermercados y un centro comercial en la localidad de Bachaquero.
Además los puestos de comida en la salida de la carretera San Pedro - Lagunillas, se han convertido en un punto de referencia y en una parada para quienes transitan por el municipio. El parque Pueblo Viejo creado Por Kendry Samuel Salas Salas.

## Política y gobiernos

### Alcaldes
| Período     | Alcalde            | Partido político / Alianza           | % de votos | Notas |
| ----------- | ------------------ | ------------------------------------ | ---------- | --- |
| 1989 - 1991 | Néstor Luis Cumare | MEP                                  | 52,45      | Primer alcalde bajo elecciones directas (fallece un año después en el año 1991) |
| 1991 - 1992 | Sonia de Montaño   | MEP                                  |            | Alcaldesa encargada (Nombrada por la Cámara municipal para culminar el periodo). |
| 1992 - 1995 | Said Zambrano      | AD                                   | 33,93      | Segundo alcalde bajo elecciones directas |
| 1995 - 1998 | Said Zambrano      | AD                                   | -          | Reelecto |
| 1998 - 2000 | Ender Pino         | AD                                   | -          | Alcalde encargado (nombrado por la Cámara municipal motivado a que el alcalde Said Zambrano fue elegido diputado a la Asamblea Legislativa y las elecciones de alcalde no se habían realizado) .(se realizaron elecciones generales adelantadas en el 2000 debido a la aprobación de la Constitución de 1999) |
| 2000 - 2004 | Ender Pino         | AD                                   | 32,51      | Tercer alcalde bajo elecciones directas |
| 2004 - 2008 | Ender Pino         | AD                                   | 43,76      | Reelecto |
| 2008 - 2013 | Javier Briceño     | PSUV                                 | 46,34      | Cuarto alcalde bajo elecciones directas (se postergaron 1 año las elecciones municipales pautadas para finales del 2012). |
| 2013 - 2017 | Ender Pino         | AD Plataforma Unitaria               | 35,20      | Quinto alcalde bajó elecciones directas |
| 2017 - 2021 | Yurani Pino        | PSUV                                 | 59,37      | Sexta alcalde bajó elecciones directas |
| 2021 - 2025 | Jhon Ziccardi      | Primero Justicia Plataforma Unitaria | 47,97      | Séptimo alcalde bajó elecciones directas |

### Concejo municipal
Período 2021 - 2025
| Concejales:        | Partido político / Alianza |
| ------------------ | -------------------------- |
| Ingrid Alvarez     | MUD                        |
| Carlos Mendoza     | MUD                        |
| Yuleida Aranguren  | MUD                        |
| Hitalo Jiménez     | MUD                        |
| Enrique Galea      | MUD                        |
| Hender Montilla    | PSUV                       |
| Jhuliana Villasmil | PSUV                       |